# Galeruca canigouensis
Galeruca canigouensis (лат.) — вид семейства листоедов, из подсемейства козявок. (лат.) — вид листоедов (Chrysomelidae) из подсемейства козявок (Galerucinae).

## Описание
Жуки длиной 5.6—7.1 мм и блестяще-черной окраски. Боковой край переднеспинки с извилистый. Близок Galeruca canigouensis. Отличается от него более крупными размерами и сливающимися точками на переднеспинке и надкрыльях.

## Распространение
Населяет восточные Пиренеи.